# 第15独立山岳強襲大隊 (ウクライナ陸軍)
第15独立山岳強襲大隊（だい15どくりつさんがくきょうしゅうだいたい、ウクライナ語: 15-й окремий гірсько-штурмовий батальйон）は、ウクライナ陸軍の大隊。第128独立山岳強襲旅団隷下。

## 概要

### 第二次世界大戦
1939年12月31日、第二次世界大戦の影響に伴い、赤軍（現ソ連地上軍）第83山岳狙撃師団隷下の第428山岳狙撃連隊として、ウズベク・ソビエト社会主義共和国（現ウズベキスタン）で創設された。
1941年8月から、イラン進駐、独ソ戦に投入され、枢軸国に勝利し、赤旗勲章、2等ボグダン・フメリニツキー勲章、名誉称号「親衛隊」、「セヴァストポリ」を授与され、1943年10月、第327親衛山岳狙撃連隊に改称した。

### 冷戦
1956年12月15日、部隊の機械化に伴い、第327親衛自動車化狙撃連隊に改編した。
1958年7月、ウクライナ・ソビエト社会主義共和国（現ウクライナ）ザカルパッチャ州に移駐した。
1979年12月から、アフガニスタン紛争に投入された。
1985年5月8日、2回目の赤旗勲章を授与された。

### ウクライナ陸軍

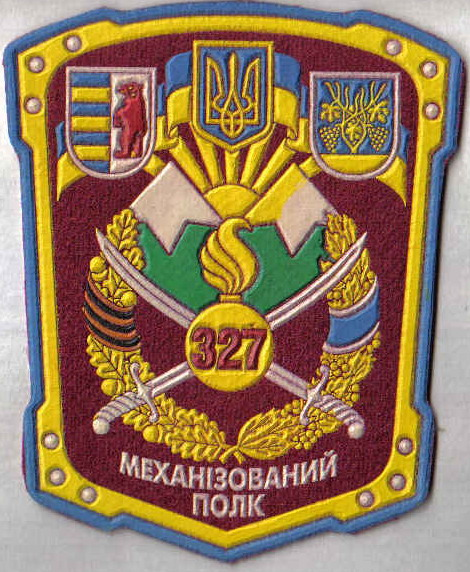
第327親衛機械化連隊

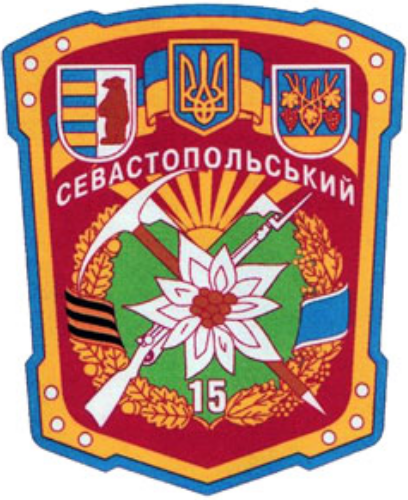
第15独立親衛山岳歩兵大隊

1992年1月1日、ソビエト連邦の崩壊とウクライナの独立に伴い、創設されたウクライナ陸軍に編入され、第128親衛機械化師団隷下の第327親衛機械化連隊に改編した。
1994年から、ザカルパッチャ州の洪水被害に災害派遣された。
2004年12月1日、部隊の縮小に伴い、第15独立親衛山岳歩兵大隊に改編した。

### ドンバス戦争
2014年5月から、ドンバス戦争に投入され、東部ルハーンシク州、ドネツィク州の前線に配置された。
2015年1月、東部ドネツィク州デバルツェボに配備されたが、2月中旬にデバルツェボは陥落した。
2016年8月22日、ペトロ・ポロシェンコ大統領の大統領令で、名誉称号「親衛隊」が返上され、第15独立山岳強襲大隊に改称した。

### ロシアのウクライナ侵攻

#### 東部・南ドネツク戦線
2022年3月から、ロシアのウクライナ侵攻では、東部ドネツィク州ヴォルノヴァーハに配備されたが、3月中旬にヴォルノヴァーハは陥落した。
2022年3月中旬、東部ドネツィク州ポクロウシク地区マリンカに配備された。

#### 東部・セベロドネツク戦線
2022年4月から、東部ルハーンシク州セヴェロドネツィク地区に配備されたが、6月下旬に降伏して捕虜になったとロシア国防省が発表した。

#### 南部・ヘルソン戦線
2022年11月、南部ヘルソン州ベリスラフで攻勢を開始し、ヴァディム・オドゥド大隊長が戦死したが、11月中旬にロシア軍はヘルソンから撤退した。
2022年12月6日、ウォロディミル・ゼレンスキー大統領から、勇気と勇敢さに対する栄誉賞を授与された。

## ギャラリー

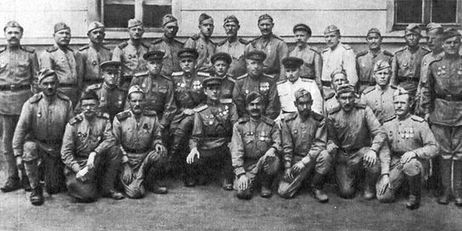

## 編制
- 大隊本部（ウージュホロド）
- 第1中隊
- 第2中隊
- 第3中隊
- 防空小隊
- 偵察小隊
- 工兵小隊
- 補給小隊
- 通信小隊
- 衛生班